# Мавруда
Вижте пояснителната страница за други значения на Маврово.
Мавруда или Маврово (на гръцки: Μαυρούδα, до 1927 Μαύροβον, Мавровон) е село в Гърция, част от дем Бешичко езеро (Волви) в област Централна Македония с 375 жители (2001).

## География
Селото е разположено в южните склонове на Богданската планина (Вертискос), над Бешичкото езеро (Волви), на северния бряг на Мавровското езеро.

## История
Северно от Мавруда са развалините на Мавровската крепост.
В XIX век Маврово е село в Лъгадинска каза на Османската империя. Към 1900 година според статистиката на Васил Кънчов („Македония. Етнография и статистика“) в селото живеят 150 турци.
След Междусъюзническата война в 1913 година Маврово попада в Гърция. В 1926 година името на селото е променено на Мавруда, но официално смяната влиза в регистрите в следващата 1927 година.
През 1920-те години турското население на селото се изселва и на негово място са настанени гърци бежанци. Според преброяването от 1928 година Мавруда е изцяло бежанско село с 69 бежански семейства с 240 души.
След Втората световна война в селото е изградена църквата „Рождество Богородично“.

## Личности
Родени в Мавруда
- Димитриос Цонгас (Δημήτριος Τσόγκας), гръцки андартски деец, агент от трети ред, помощник на Димитриос Космопулос, куриер и укривател на андарти и оръжие[6]